# ديفيد كالدويل (منافس ألعاب قوى)
ديفيد كالدويل (بالإنجليزية: David Caldwell)‏ هو منافس ألعاب قوى أمريكي، ولد في 27 أبريل 1891 في ماساتشوستس في الولايات المتحدة، وتوفي بنفس المكان في 6 يناير 1953.

## وصلات خارجية
- ديفيد كالدويل على موقع أوليمبيديا (الإنجليزية)